# Dinastía Tây Sơn
Tây Sơn (Vietnamita: [təj ʂəːn], chino-vietnamita: 西山朝, desde 1788 hasta 1802), es utilizado en la historia de Vietnam para hacer referencia al período de rebeliones campesinas y dinastías descentralizadas establecidas entre el final de la dinastía Lê en 1770 y el comienzo de la dinastía Nguyễn en 1802. El nombre del distrito de los líderes rebeldes, Tây Sơn, llegó a aplicarse a los propios líderes (Nguyễn Nhạc, Nguyễn Huệ y Nguyễn Lữ), su levantamiento (el levantamiento Tây Sơn) o su dinastía (dinastía Nguyễn Tây Sơn).
El nombre "Tay Son" se utiliza para referirse a los líderes de la insurrección (hermanos Tay Son) llamando así por la mayoría de los historiadores  modernos en Vietnam; Xishan también se utiliza como el nombre de la guerra, y para llamar al reinado de los hermanos Tay Son, que toman posesión del país asesinando a toda la familia Nguyen.
Sin embargo, Nguyễn Ánh, sobreviviente de la familia Nguyễn, forma un ejército en el sur, y con la ayuda de portugueses y franceses recupera el poder del país en 1802.
- Datos: Q1034173
- Multimedia: Tây Sơn dynasty / Q1034173